# Glaphyrus opulentus
Glaphyrus opulentus is een keversoort uit de familie Glaphyridae. De wetenschappelijke naam van de soort is voor het eerst geldig gepubliceerd in 1885 door Bedel.